# Солейман Сефи
Сефи II Солеймане (перс. شاه سلیمان‎; азерб. Şah Süleyman Səfəvi) — шах Персии из династии Сефевидов правивший между 1666 и 1694 годами. Старший сын шаха Аббаса II и рабыни черкешенки Накихат Ханум.

## Биография
Коронован 1 ноября 1666 года с титулом Шах Сафи II. Молодой правитель вскормлен в гареме и был отрешен от внешнего мира. Он также пристрастился к алкоголю и имел плохое здоровье. 
Первый год его правления не был успешным, ознаменован рядом природных бедствий и опустошительными набегами казака Стеньки Разинa на берегах Каспийского моря. Убежденный почитатель астрологов решил, что коронация проведена в неправильное время, поэтому церемония повторена 20 марта 1667. Шах взял новое имя Сулейман I. 
Османский султан Мехмед IV отправил посольство во двор шаха Сефи II. Привезенные посольством богатые подарки были рассчитаны на смену настроения Сефевидского двора и они достигли своей цели. Мехмед IV умилостивил Сефевидскую империю и обеспечили продолжение мирных отношений с Сефевидами путем выплаты им денег и смягчением ограничений на поток паломников в Мекку. Османы даже, как представляется, упрашивали Сефевидов о помощи против христианских держав на основании общности религии. На эту просьбу шах Сефи II предположительно отреагировал объявлением о том, что Сефевиды не собираются принимать чью-либо сторону и вмешиваться в конфликт. Он ответил схожим образом на османские ходатайства упоминанием о давно утраченном Багдаде, объявив, что  
«…когда ему будет возвращен Вавилон, он, возможно, согласится помочь Порте, но что в противном случае, когда закончится война с христианами, его целью будет возвращение этой крепости, которая издревле принадлежала его царству».
Сулейман умер 29 июля 1694 или от тяжелого запоя, или от подагры. Совет евнухов выбрал его старшего сына, Солтана Хусейна, как преемника. 